# Gephyromma fulgidium
Gephyromma fulgidium är en tvåvingeart som beskrevs av Günther Enderlein 1911. Gephyromma fulgidium ingår i släktet Gephyromma och familjen sorgmyggor. Inga underarter finns listade i Catalogue of Life.